# Озрен (Боснія і Герцеговина)
Озрен (серб. Озрен / Ozren) — невисокий гірський масив у північній частині Боснії і Герцеговини, що простягнувся на відстань близько 40 км між містами Добой і Завидовичі, між долиною річки Босна на заході і долиною річки Спреча на півночі. На півдні тягнеться вздовж річки Крива, тоді як східні схили спускаються до озера Модрачко. Таким чином, частково гора знаходиться у Федерації Боснії і Герцеговини, частково в Республіці Сербській. В адміністративному плані належить до боснійської громади Маглай і сербської громади Петрово.

## Етимологія
Згідно з легендою, назву горі дала боснійська королева Катарина Косача Котроманич, яка, піднявшись на вершину, була зачарована красою пейзажу і вимовила «Мили Боже, лијепа обазарја» (приблизний переклад: «Боже мій, який прекрасний краєвид»). Слово «обазарја», що має насправді кілька різних значень, згодом трансформувалося в Озрен.

## Характеристики
Три найвищі точки гірського масиву розташовані на території муніципалітету Петрово: пік Велика Остравиця (918 м), пік Кралиця (883 м) і пік Мала Остравиця (853 м). Крім різноманітної флори, Озрен багатий природними ресурсами, тут є джерела чистої питної води, що мають цілющі властивості, геотермальні джерела, рудні та мінеральні ресурси.

## Історія
Через географічні особливості гора Озрен часто ставала пунктом оборони під час військових конфліктів. Так, під час Другої світової війни, 1942 року німецько-хорватські війська проводили тут каральну операцію проти югославських партизанів — більшості партизанів у підсумку вдалося втекти в тутешні ліси. Під час Боснійської війни Озрен став оплотом оборони сербів проти наступу мусульман. Нині на піку Кралиця встановлено пам'ятник загиблим воїнам збройних сил Республіки Сербської, які у вересні 1995 року стали жертвами бомбардувань НАТО.

## Озренський монастир
На горі розташований монастир Сербської православної церкви, присвячений Миколі Чудотворцю, також знаний як Озренський монастир.

## Озренський марафон
Муніципалітет Петрово за підтримки Радіо і телебачення Республіки Сербської щороку організовує традиційний марафонський забіг по хребту Озрен.